# Jacobus Reimers (Denkmalpfleger)
Jacobus Reimers, auch Jakobus Theres Reimers, (* 7. Mai 1850 in Hatshausen; † 26. Dezember 1914 in Berlin) war ein deutscher Architekt, Museumsdirektor, Denkmalpfleger, Provinzialkonservator sowie Kunst- und Prähistoriker.

## Leben und Wirken
Jacobus Reimers wurde 1850 in Hatshausen bei Aurich als Sohn eines Geistlichen geboren. Seine Reifeprüfung bestand er 1870 in Lingen und nahm anschließend als Kriegsfreiwilliger am Deutsch-Französischen Krieg 1870/1871 teil.
Noch 1871 begann Reimers ein Architekturstudium an der Polytechnischen Schule Hannover, unter anderen bei Conrad Wilhelm Hase. Nach dem Ende seines Studiums arbeitete Reimers von 1875 bis 1879 als Bauführer im Büro von Hase.
Reimers war danach von 1881 bis 1882 in Hildesheim Mitarbeiter der dortigen Bauinspektion. Anschließend studierte er bis 1883 in Berlin die Fächer Archäologie und Kunstgeschichte. 1884 wurde er an der Ruprecht-Karls-Universität Heidelberg durch eine archäologische Dissertation über den Dorischen Tempel zum Dr. phil. promoviert. Noch im selben Jahr volontierte Reimers in Berlin an den Königlichen Museen, wo er zum 1. April 1886 eine Festanstellung als Direktorialassistent erhielt.

Das Haus Friedrich-Wilhelm an der Georgstraße in Hannover war um 1910 Wohnsitz von Reimers;
Ansichtskarte Nummer K 43 von Friedr. Astholz jun.

Zum 1. April 1890 wurde Reimers zum ersten hauptamtlichen Direktor des neu gegründeten Hannoverschen Provinzialmuseums für Kunst und Wissenschaft berufen, dem späteren Niedersächsischen Landesmuseum. Dieses war anfangs an der Sophienstraße untergebracht und zog 1901/1902 in den nach Plänen von Hubert Stier errichteten Neubau am Maschpark um.

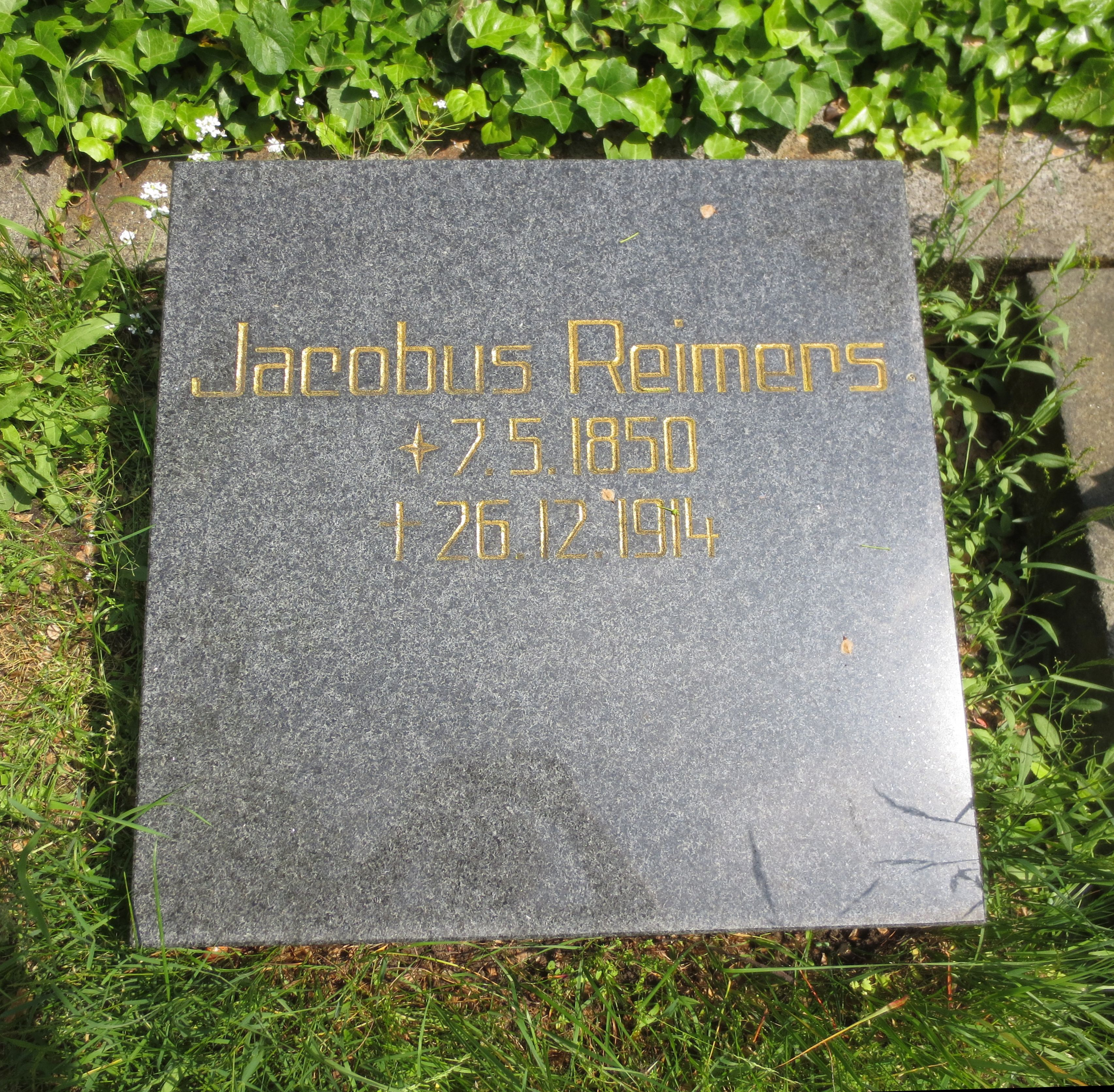
Grabstein für Reimers auf dem Invalidenfriedhof in Berlin

Reimers wurde 1894 außerdem zum hannoverschen Provinzialkonservator ernannt. In seiner 26-jährigen Amtszeit wurden historisch bedeutende Baudenkmäler restauriert, darunter die Marienkirche in Osnabrück, die Johanniskirche sowie das Rathaus in Lüneburg oder die Michaeliskirche in Hildesheim. Zudem veröffentlichte Reimers als umfassendes Fachkompendium ein Handbuch für die Denkmalpflege, das über fast ein Jahrhundert hinweg ab 1899 bis 1996 in vier Auflagen und zwei Reprints Verbreitung fand. Den größten Teil darin beanspruchte mit fast 400 Seiten ein Wörterbuch einschlägiger Fachausdrücke der Bau- und Kunstdenkmäler, von „Abacus“ bis „Zwiebeldach“.
Jacobus Reimers war Mitbegründer der Gesellschaft für Deutsche Vorgeschichte, die ihre erste Tagung im Jahr 1909 in Hannover abhielt.
Um 1910 bewohnte Reimers die 3. Etage des Hauses Friedrich-Wilhelm an der Georgstraße in Hannover.
Zum 1. April 1910 trat Reimers in den Ruhestand, verließ Niedersachsen und übersiedelte nach Berlin-Charlottenburg.

## Schriften (Auswahl)
- Zur Entwicklung des dorischen Tempels. Weidmann, Berlin 1884. (Dissertation) (Dilibri)
- Peter Floetner nach seinen Handzeichnungen und Holzschnitten. Hirth, München et al. 1890.
- Handbuch für die Denkmalpflege. Hrsg. von der Provinzial-Kommission zur Erforschung und Erhaltung der Denkmäler in der Provinz Hannover. Schulze, Hannover 1899. / 2., umgearbeitete und vermehrte Auflage, Ernst Geibel, Hannover 1911. / 3., umgearbeitete und vermehrte Auflage, Ernst Geibel, Hannover 1914. / 4., umgearbeitete und vermehrte Auflage, Ernst Geibel, Hannover 1914. – Reprints der 2. Auflage von 1911: Saur, München 1986, ISBN 3-598-07215-5; Reprint-Verlag-Leipzig, Holzminden 1995, ISBN 9783826218002.
- Das Adlerwappen bei den Friesen. Stalling, Oldenburg i. O. 1914. (Inhaltsverzeichnis bei der Deutschen Nationalbibliothek)
- (als Herausgeber) Johannes Heinrich Müller: Vor- und frühgeschichtliche Alterthümer der Provinz Hannover. Th. Schulze, Hannover 1893. (Digitalisat auf leopard.tu-braunschweig.de, abgerufen am 12. Juli 2023)

Posthum:
- Heinrich Reimers (Hrsg.), Jacobus Reimers (†): Beiträge zur Geschichte ostfriesischer Städte. Gesammelte Abhandlungen und Aufsätze. Band 1: Aurich, Emden, Norden. Meyer, Aurich 1979.

## Archivalien
- Stadtarchiv Hannover, Hannoversche Bausammlung, Signatur: 3.NL.518 Nr. 2010 „Reimers, Jacobus Theres (*1850–1914)“[6]